# Chiho Saito
Chiho Saito (さいとうちほ, Saitō Chiho, nascuda el 29 de juny de 1967) és una autora reconeguda dins del manga shojo japonès. Va debutar com a professional el 1982 amb l'obra Lady and Sword, i des de llavors ha realitzat nombrosos manga entre els quals destaquen Kanon i Kakan no Madonna. El 1996 es va unir al duo Be Papas (Kunihiko Ikuhara i Shinya Hasegawa) per crear "Shojo Kakumei Utena", que es publicaria originalment a la revista mensual Chao de Shogakukan. Aquest manga tindria tant d'èxit que acabaria també produint-se una sèrie animada. Les seves aficions són la dansa, la música, l'òpera i el sumo, gustos que sovint es veuen reflectits en la seva obra.

## Característiques dels seus dibuixos
- Dibuixa la figura humana amb cabells molt llargs i solts.
- Els personatges es caracteritzen per tenir una figura espigada.
- Les noies les dibuixa d'estatura mitjana, molt femenines i d'aspecte fràgil.
- Els nois els dibuixa d'estatura regular (normalment alta), i molts d'ells tenen una mirada enigmàtica.
- Una característica seva, és la delicadesa amb què dibuixa les mans, tant en les noies com en els nois.
- El seu estil en general és delicat estilo, amb una atmosfera sensual i molt detallada.

## Obres
- Anastasia Club
- Waltz in a White Dress (円舞曲は白いドレスで, Walts wa Shiroi Dress de)
  - Lilac Nocturne (紫丁香夜想曲 LILAC NOCTURNE, Shiteikō Yazōkyoku: Lilac Nocturne)
  - Magnolia Waltz (白木蘭円舞曲)
  - Love Stories (恋物語, Koimonogatari)
- One Day, While Meeting a Knight (ある日、ナイトに会ったなら, Aru Hi, Naito ni Attanara)
  - Take Me Away, My Dear Knight (さらフてわたしのナイト, Saratte Watashi no Naito)
- Kanon (花音)
- Revolutionary Girl Utena (少女革命ウテナ)
- First Girl (ファースト・ガール, Fāsuto Gāru)
- Basilis no Musume (バシリスの娘, Bashirisu no Musume)
- Beautiful (ビューティフル, Byūtifuru)
- Blue Apple Labyrinth (青りんご迷宮, Ao-Ringo Meikyū)
- Etoile Girl (エトワール・ガール, Etowāru Gāru)
- Sunset Love (目を閉じて愛, Hi wo Tojite Ai)
- Honoka ni Purple (ほのかにパープル, Honaka ni Pāpuru, "A Hint of Purple")
- Dream Ballet (星を摘むドンナ, Hoshi wo Tsumu Donna, "Pluck the Stars, Donna")
- Ice Forest (アイスフォレスト, Aisu Foresuto)
- The Flower Crown Madonna (花冠のマドンナ, Kakkan no Madonna)
- A Love Story in Shepherd Mount (小羊印のるんぱっぱ, Kohitsuji-jirushi no Runpappa)
- Place of Lovers (恋人たちの場所, Koibitotachi no Basho)
- Angel Tattoo (天使のTATTOO, Tenshi no Tattoo)
- Mo Hitori no Marionette (もう一人のマリオネット, Mō Hitori no Marionetto, "One More Marionette")
- Wait for Me at the Opera (オペラ座で待ってて, Opera-za de Mattete)
- Lady Masquerade (レディー・マスカレード, Redī Masukarēdo)
- The World Exists for Me (S&Mの世界, S&M no Sekai, "World of S&M") (Published in 2 English Short Story Volumes by Tokyopop")
- Key of Arabian Nights (千一夜の鍵, Senichiya no Kagi, "1,001 Keys")
- Bronze no Tenshi (ブロンズの天使, Buronzu no Tenshi, "Bronze Angel")
- Chat Noir no Shippo (シャ・ノワールのしっぽ, Sha Nowāru no Shippo, "Black Cat's Tail")
- Silver Wolf (銀の狼, Gin no Ōkami)